# Deperdita
Met de term deperdita (afgeleid van het Latijnse werkwoord deperdere = verliezen, erbij inschieten) worden in het wetenschappelijk onderzoek oorkonden aangeduid, die niet zijn overgeleverd, maar waarvan de inhoud uit andere bronnen kan worden opgemaakt.
In de diplomatiek wordt het begrip deperdita sinds ongeveer het midden van de 19e eeuw gebruikt. De inhoud van verloren oorkonden laat zich in principe uit twee bronnensoorten afleiden: de verhalende bronnen (zoals geschiedwerken) en ook later opgestelde oorkonden, in dewelke men zich op oudere documenten baseert. In beide gevallen blijft echter het fundamentele probleem, dat het niet steeds zeker is, of men zich telkens op echte oorkonden of mogelijk (bij vergissing) niet op vervalste documenten baseert.
De methodiek, om uit bewaard gebleven bronnen de inhoud van nu verloren oorkonden af te leiden, wordt in het bijzonder met het oog op de periode van de vroege middeleeuwen aangewend, in het bijzonder voor de periode van de Merovingen en Karolingen. Er wordt namelijk van uitgegaan, dat meerdere in die periode opgestelde documenten in de tussentijd zijn verloren gegaan. In het Duitse historische onderzoek was men evenwel, anders dan in het Franse, aanvankelijk veel sceptischer met het oog op de waarde van deze methodiek, ofschoon prominente onderzoekers als bijvoorbeeld Edmund E. Stengel zich hiermee bezighielden. Maar onderzoekers als onder andere Paul Kehr benadrukten daarentegen dat uitwendige oorkondenkritiek (het bestuderen van het materiaal, schrifttekens en dergelijke) niet mogelijk was voor deperdita; deze onderzoekers gingen er bovendien van uit, dat de meerderheid van de koninklijke oorkonden zouden zijn bewaard gebleven.
De sceptische houding in het Duitse onderzoek zou in de naoorlogse periode fundamenteel veranderen, wanneer onder andere Theodor Schieffer nieuwe bronnenuitgaves met inachtneming van deperdita uitgaf. In verschillende MGH-uitgaves werden nu ook deperdita opgenomen en openden zo voor onderzoekers een nieuwe bron aan informatie. Het toont aan, hoe belangrijk de vraagstelling naar overleveringskansen en overleveringstoeval ook met het ook op koninklijke oorkonden is.
Theo Kölzer heeft daarenboven de leiding op zich genomen voor de opbouw van een databank, met als doel aanvullingen tot de MGH-diplomata van de Karolingen- en Ottonentijd te geven. Daar wordt alle beschikbare informatie samengebracht, wat de inhoud van de gedrukte MGH-delen overtreft.